# Рудницька селищна рада
Ру́дницька се́лищна ра́да — колишня (до 2020 р.) адміністративно-територіальна одиниця та орган місцевого самоврядування в Піщанському районі Вінницької області. Адміністративний центр — селище міського типу Рудниця.

## Загальні відомості
Рудницька селищна рада утворена в 1956 році.
- Територія ради: 2,4 км²
- Населення ради: 1 175 осіб (станом на 1 січня 2011 року)

## Населені пункти
Селищній раді підпорядковані населені пункти:
- смт Рудниця

## Склад ради
Рада складається з 16 депутатів та голови.
- Голова ради: Шигида Володимир Михайлович
- Секретар ради: Кушнір Наталка Іванівна

### Керівний склад попередніх скликань
| Прізвище, ім'я, по батькові  | Основні відомості                                                                      | Дата обрання | Дата звільнення |
| ---------------------------- | -------------------------------------------------------------------------------------- | ------------ | --------------- |
| Кічмаренко Петро Миколайович | Селищний голова, 1951 року народження, освіта вища, член Соціалістичної партії України | 26.03.2006   | 31.10.2010      |
| Кічмаренко Петро Миколайович | Селищний голова, 1951 року народження, освіта вища, безпартійний                       | 31.10.2010   | 18.03.2012      |
| Шигида Володимир Михайлович  | Селищний голова, 1973 року народження, освіта середня спеціальна, безпартійний         | 18.03.2012   |                 |

Примітка: таблиця складена за даними сайту Верховної Ради України

### Депутати
За результатами місцевих виборів 2010 року депутатами ради стали:

#### За суб'єктами висування
| Суб'єкт висування                 | Кількість обраних депутатів | %  |
| --------------------------------- | --------------------------- | -- |
| Партія регіонів                   | 8                           | 50 |
| Політична партія «Сильна Україна» | 4                           | 25 |
| Самовисування                     | 4                           | 25 |

#### За округами
| № округу                          | Прізвище, ім'я, по батькові      | Дата визнання обраним | Освіта             | Партійна приналежність                  | Відомості про обраного депутата          |
| --------------------------------- | -------------------------------- | --------------------- | ------------------ | --------------------------------------- | ---------------------------------------- |
| Партія регіонів                   |                                  |                       |                    |                                         |                                          |
| 1                                 | Вторук Олена Миколаївна          | 01.11.2010            | вища               | член Партії регіонів                    | приватний підприємець                    |
| 3                                 | Кушнір Наталка Іванівна          | 01.11.2010            | середня спеціальна | член Партії регіонів                    | Рудницька сільська рада, гол.бухгалтер   |
| 4                                 | Бойко Ольга Михайлівна           | 01.11.2010            | середня спеціальна | член Партії регіонів                    | приватний підприємець                    |
| 8                                 | Слободянюк Олександр Дмитрович   | 01.11.2010            | вища               | член Партії регіонів                    | приватний підприємець                    |
| 9                                 | Вакалюк Василь Фокович           | 01.11.2010            | середня спеціальна | член Партії регіонів                    | УЦМКР, машиніст                          |
| 12                                | Задорожний Михайло Григорович    | 01.11.2010            | середня спеціальна | член Партії регіонів                    | ПАНАП, механік                           |
| 14                                | Стецюк Валерій Степанович        | 01.11.2010            | вища               | член Партії регіонів                    | залізниця, касир                         |
| 16                                | Кожушков Олександр Миколайович   | 01.11.2010            | середня            | член Партії регіонів                    | ПАТ «Плазматек», зварювальник            |
| Політична партія «Сильна Україна» |                                  |                       |                    |                                         |                                          |
| 7                                 | Доцуленко Антоніна Станіславівна | 01.11.2010            | вища               | член Політичної партії «Сильна Україна» | ПАТ «Плазматек», економіст               |
| 10                                | Мазур Володимир Іванович         | 01.11.2010            | середня спеціальна | член Політичної партії «Сильна Україна» | ПАТ «Плазматек», зав.склад               |
| 13                                | Кіснічан Олександр Петрович      | 01.11.2010            | вища               | член Політичної партії «Сильна Україна» | ПАТ «Плазматек», головний механік        |
| 15                                | Кіснічан Сергій Петрович         | 01.11.2010            | вища               | член Політичної партії «Сильна Україна» | ПАТ «Плазматек», головний технолог       |
| Самовисування                     |                                  |                       |                    |                                         |                                          |
| 2                                 | Вторук Юрій Іванович             | 01.11.2010            | вища               | позапартійний                           | Піщанська загальноосвітня школа, вчитель |
| 5                                 | Шигида Тамара Володимирівна      | 01.11.2010            | вища               | позапартійна                            | приватний підприємець                    |
| 6                                 | Шигида Володимир Михайлович      | 01.11.2010            | середня спеціальна | позапартійний                           | приватний підприємець                    |
| 11                                | Ковтун Сергій В'ячеславович      | 01.11.2010            | середня спеціальна | позапартійний                           | ПАТ «Плазматек», водій                   |